# Биркенна
Биркенна (др.-греч. Βιρκέννα; IV—III века до н. э.) — жена эпирского царя Пирра.

## Биография
Биркенна, иллирийка по происхождению, была дочерью царя дарданцев Бардила II.
Предыдущая супруга эпирского царя Ланасса, дочь сиракузского тирана Агафокла, оставляя своего мужа, утверждала, что он больше заботился об своих варварских жёнах, чем о ней.
По свидетельству Плутарха, Биркенна была матерью младшего сына Пирра Гелена. 
О дальнейшей судьбе Биркенны исторические источники не сообщают.